# Let's Play Two
Let's Play Two (Live at Wrigley Field) is een live-album van de Amerikaanse rockband Pearl Jam dat op 29 september 2017 werd uitgebracht. Het album werd opgenomen tijdens de Pearl Jam 2016 Tour op 20 en 22 augustus in stadion Wrigley Field in Chicago, Illinois. Wrigley Field is het stadion van honkbalclub Chicago Cubs die twee maanden later na 108 jaar weer eens de World Series van de MLB wonnen. Pearl Jam heeft een sterkte band met de stad, de Cubs en Wrigley Field. Daarnaast is zanger Eddie Vedder geboren in Evanston (Illinois) wat vlak boven Chicago ligt. Op 17 november 2017 verschijnt er een filmregistratie van het concert op Dvd en Blu-ray. 

## Nummers
De volgende nummers zijn op het album te horen:
1. Low Light
2. Better Man
3. Elderly Woman Behind the Counter in a Small Town
4. Last Exit
5. Lightning Bolt
6. Black Red Yellow
7. Black
8. Corduroy
9. Given to Fly
10. Jeremy
11. Inside Job
12. Go
13. Crazy Mary
14. Release
15. Alive
16. All the Way
17. I've Got a Feeling